# فلاديمير ماكي
فلاديمير فلاديميروفيتش ماكي (الروسية: Владимир Владимирович Маке́й, بيلاروسية: Уладзі́мір Уладзі́міравіч Маке́й؛ من مواليد 05 أغسطس 1958 – 26 نوفمبر 2022) هو سياسي بيلاروسي شغل منصب وزير خارجية بيلاروسيا منذ عام 2012.

## الوفاة
توفي فلاديمير ماكي عن عمر 64 عامًا بتاريخ 26 نوفمبر 2022. ذكرت وكالة الأنباء البيلاروسية أنه توفي فجاة.